# Jean-Marie Couronne
Jean-Marie Couronne est un footballeur français né le 3 mai 1936 à Magalas. Il était milieu de terrain.
Jean-Marie Couronne a trois fils prénommés Philippe, Thierry et Pierre-Henri.

## Biographie
Jean-Marie Couronne a principalement joué en faveur du FC Nantes, du SO Montpellier et de l'AS Béziers.

En 1956, les Girondins de Bordeaux le recrutent en l'échangeant contre leur attaquant uruguayen Santiago Bessonart. Il a également joué pour le SCO Angers  lors de la saison 1958-1959.
Au total, il a disputé 43 matchs en Division 1 et 348 matchs en Division 2 principalement en tant que Milieu Offensif Droit.
À l'issue de sa carrière professionnelle, il devient en 1967 entraîneur-joueur au FC Lacaune, dans le Tarn, et reprend la boucherie de son grand-père située à Magalas, dans l'Hérault.

## Palmarès
- Division 2:
  - Vice-champion: 1963 avec le FC Nantes